# Roos van der Hoeven
Roos van der Hoeven (* 23. Januar 1985 in Rotterdam) ist eine niederländische Beachvolleyballspielerin.

## Karriere
Van der Hoeven wurde 2004 mit Leonie Penninga Neunte der U21-WM in Porto Santo. 2008 absolvierte sie bei den Marseille Open ihr erstes internationales Beachvolleyball-Turnier mit Jantine van der Vlist. Bei der Europameisterschaft 2010 in Berlin schieden die Niederländerinnen als Gruppenletzte nach der Vorrunde aus. Später erreichte sie als Siebte des FIVB Open-Turniers in Phuket die beste Platzierung ihrer Karriere. Die Weltmeisterschaft 2011 in Rom endete für sie wieder ohne Sieg in der Gruppenphase. Nach dem Grand Slam in Stare Jabłonki beendeten sie ihre Zusammenarbeit. Van der Hoeven spielte in Klagenfurt am Wörthersee mit Marloes Wesselink, mit der sie bei der EM in Kristiansand im Achtelfinale gegen die Deutschen Goller/Ludwig ausschied.
2012 war Laura Bloem und 2014 Jessica Smit ihre Partnerin. Seit 2015 spielt van der Hoeven mit Mexime van Driel und anderen Partnerinnen ausschließlich auf nationalen Turnieren.